# Inter-Cities Fairs Cup
Inter-Cities Fairs Cup (omtalt "Messeby-turneringen") var en europæisk fodboldturnering der blev afviklet imellem 1955 og 1971.
Som navnet antyder, var turneringen oprettet for at fremme internationale handelsmesser. Venskabskampe blev regelmæssigt afholdt mellem hold fra byer der afholdte store messer, og det var ud fra disse kampe, at turneringen udviklede sig. Den første udgave af turneringen var kun åben for hold fra byer der afholdte messer, og det havde ingen relevans hvor disse hold befandt sig i deres nationale liga. Det behøvedes ikke nødvendigvis at være deciderede klubber – byer med mere end ét hold sendte et udvalgt hold, som f.eks. London, der stillede med holdet London XI. Den første turnering fandt sted i perioden 1955-1958, og den anden fra 1958 til 1960. Derefter blev turneringen afholdt hvert år. Efterhånden blev det normalt, at deltagerne hovedsageligt var deciderede klubhold og ikke udvalgte hold.
Efter 1968 blev turneringen undertiden benævnt Runners-Up Cup, da hold nu skulle kvalificere sig på baggrund af deres placering i den hjemlige liga. I 1971 kom Inter-Cities Fairs Cup under UEFAs vinger, der erstattede den med UEFA Cuppen.
Mange anser Inter-Cities Fairs Cup som forløberen til UEFA Cuppen, men turneringen var ikke arrangeret af UEFA. Derfor anerkender UEFA heller ikke klubbers bedrifter i turneringen som en del af deres officielle europæiske rekordliste, imens FIFA anerkender turneringen som en stor ære.

## Finaleresultater
| 1955-58 | London XI - Barcelona     | 2-8 (2-2, 0-6)                |
| 1958-60 | Birmingham - Barcelona    | 1-4 (0-0, 1-4)                |
| 1960-61 | Birmingham - Roma         | 2-4 (2-2, 0-2)                |
| 1961-62 | Valencia - Barcelona      | 7-3 (6-2, 1-1)                |
| 1962-63 | Dinamo Zagreb - Valencia  | 1-4 (1-2, 0-2)                |
| 1963-64 | Real Zaragoza - Valencia  | 2-1 (Camp Nou, Barcelona)     |
| 1964-65 | Juventus - Ferencvaros    | 0-1 (Stadio Comunale, Torino) |
| 1965-66 | Barcelona - Real Zaragoza | 4-3 (0-1, 4-2 efs.)           |
| 1966-67 | Dinamo Zagreb - Leeds     | 2-0 (2-0, 0-0)                |
| 1967-68 | Leeds - Ferencvaros       | 1-0 (1-0, 0-0)                |
| 1968-69 | Newcastle - Újpest        | 6-2 (3-0, 3-2)                |
| 1969-70 | Anderlecht - Arsenal      | 3-4 (3-1, 0-3)                |
| 1970-71 | Juventus - Leeds          | 3-3 (2-2, 1-1)                |

### Resultater efter klub
| Klub             | Sejre | Nederlag | År vundet        | År tabt    |
| ---------------- | ----- | -------- | ---------------- | ---------- |
| Barcelona        | 3     | 1        | 1958, 1960, 1966 | 1962       |
| Valencia         | 2     | 1        | 1962, 1963       | 1964       |
| Leeds United     | 2     | 1        | 1968, 1971       | 1967       |
| Real Zaragoza    | 1     | 1        | 1964             | 1966       |
| Ferencváros      | 1     | 1        | 1965             | 1968       |
| Dinamo Zagreb    | 1     | 1        | 1967             | 1963       |
| Roma             | 1     | 0        | 1961             | –          |
| Newcastle United | 1     | 0        | 1969             | –          |
| Arsenal          | 1     | 0        | 1970             | –          |
| Birmingham City  | 0     | 2        | –                | 1960, 1961 |
| Juventus         | 0     | 2        | –                | 1965, 1971 |
| London XI        | 0     | 1        | –                | 1958       |
| Újpest           | 0     | 1        | –                | 1969       |
| Anderlecht       | 0     | 1        | –                | 1970       |